# Croix du Gouah
La Croix du Gouah est située «Rue Anne-de-Bretagne», à  Plumergat dans le Morbihan

## Historique
La croix du Gouah fait l’objet d’une inscription au titre des monuments historiques depuis le 15 juin 1925.